# Vincent Chepkok
Vincent Kiprop Chepkok (Kapkitony, 5 juli 1988) is een Keniaanse langeafstandsloper die gespecialiseerd is in de 5000 meter. 
Chepkok werd geboren in Kapkitony in het district Keiyo van de Keniase provincie Rift Valley. Hij won de zilveren medaille in de juniorrace op de wereldkampioenschappen veldlopen 2007, eindigde als negende op de wereldkampioenschappen 2009 en zevende op de World Athletics Final 2009. Hij behaalde een belangrijke 5000 m overwinning op het IAAF Diamond League-circuit van 2010, gewonnen op de Birmingham Diamond League. 
Hij werd tweede in de Cross Internacional Zornotza achter Joseph Ebuya begin 2011. Hij behaalde een plaats in het senior Kenyan World-team nadat hij derde werd op de Keniaanse Nationale Cross Country Championships. Hij herhaalde die positie op de wereldkampioenschappen veldlopen 2011, waarbij hij de bronzen medaille achter Imane Merga en Paul Tanui veiligstelde, en het teamgoud deelde met de Keniaanse mannen. Op het IAAF Diamond League-circuit van 2011 werd hij derde op het Golden Gala, won op Athletissima en werd vervolgens derde in de Memorial van Damme-finale om als tweede te eindigen in de 5000 m ranglijsten. 
Aan het begin van het veldloopseizoen in november 2011 werd hij vierde op de Cross de Atapuerca maar won een week later de Cross de Soria. Hij eindigde als tweede bij Edwin Soi tijdens de Campaccio-race, en eindigde toen voor een tweede jaar op rij achter Ebuya aan de Cross Zornotza. Chepkok werd vijfde in 2012 op de African Cross Country Championships in maart en won de teamtitel met Kenia. Hij werd die maand tweede achter Sammy Kitwara bij 's werelds beste 10K. Hij werd vierde in de 5000m bij de Keniaanse kampioenschappen, maar miste toch de plek voor de Olympische Spelen van 2012 in Londen, maar liep een 10.000 meter persoonlijke besttijd van 26:51.68 minuten op de Memorial Van Damme. Hij won de Cross Internacional de Venta de Baños in december. 
Zijn persoonlijke beste tijden zijn 7:30.15 minuten op de 3000 meter, behaald in Doha in 2011; 12:51,45 minuten op de 5000 meter, ook in Doha in 2010; en 28:23.46 minuten op de 10.000 meter, bereikt in juni 2006 in Barakaldo. 